# Nuno Rodrigues
Nuno Rodrigues (Lisboa, 1949) é um músico, cantor, compositor, editor e produtor discográfico português, fundador das bandas Música Novarum e Banda do Casaco.

## Biografia
Nuno Rodrigues nasceu no dia 14 de Fevereiro de 1949 na capital portuguesa. O contacto com a música é feito através da avó que lhe oferece a primeira guitarra.
O interesse por música medieval, levam-no a fundar, com Daphne Stock, António Lobão e Judi Brennan, o grupo Música Novarum, em 1969. Com um repertório essencialmente composto por Nuno Rodrigues, o grupo vence o 1º Festival da Música Moderna da Costa do Sol e grava apenas um disco com a editora Valentim de Carvalho, intitulado de Barca das Flores, no mesmo ano.
A notoriedade chega em 1973, altura em que conhece António Avelar de Pinho (da extinta Filarmónica Fraude) e juntamente com Luís Linhares e Celso de Carvalho (da banda Plexus) formam a Banda do Casaco. Ele compõe a maioria das músicas do grupo ficando as letras a cargo de  António Avelar de Pinho. Até 1984, irão passar pela banda nomes como Daphne, Helena Afonso, Carlos Zíngaro, Cândida Branca Flor, Né Ladeiras, Nelson Portelinha, Catarinha Chitas e muitos outros.
Ele e António Avelar de Pinho formaram também uma das parcerias mais profícuas do Festival da Canção no qual competiram 7 canções compostas por eles. A primeira foi A flor e o fruto, interpretada pelo grupo Fantástica Aventura e orquestrada por Celso de Carvalho que fica em 4º lugar na edição de 1977. A melhor classificada será Eu só quero, cantada por Gabriela Schaaf (que também passara pela Banda do Casaco) que fica em segundo lugar em 1979. Um dos maiores sucessos compostos pela dupla é Ali Babá interpretado pelas Doce no Festival da Canção de 1981, no qual ficam em 4º lugar. Ao longo da sua carreira Nuno Rodrigues, irá compor para vários artistas, nomeadamente: Concha, Lara Li (cuja letra fica a cargo de Ana Zanatti) e Tonicha.
Na década de oitenta distingue-se como produtor, primeiro na IMAVOZ que funda com António Avelar de Pinho e depois na Valentim de Carvalho. Produziu nomes como: António Variações, Grupo de Baile, Lena D'Água, Nuno da Câmara Pereira, Petrus Castrus,Trovante e UHF.
Após sair da Valentim de Carvalho, cria as editoras como a Anónima e Transmédia (onde edita Galinhas do Mato, o ultimo disco de Zeca Afonso) e onde edita nomes como  Fernando Tordo, Né Ladeiras e Júlio Pereira. No início da década de 90 funda a editora Companhia Nacional de Música (CNM). Através desta adquire o acervo da histórica editora Sassetti  e o da Zip-Zip, tendo a partir daí editado figuras de destaque da música portuguesa, entre eles: Amália Rodrigues, Fernando Lopes Graça, Joana Amendoeira e Ricardo Ribeiro.

## Discografia Seleccionada
Entre a sua discografia encontram-se: 
- 1969 - Música Novarum, disco sem título[7]
- 1975 - Dos Benefícios dum Vendido no Reino dos Bonifácios, da Banda do Casaco
- 1976 - Coisas do Arco da Velha, da Banda do Casaco
- 1977 - Hoje Há Conquilhas, amanhã não Sabemos, da Banda do Casaco
- 1978 - Contos da Barbearia, da Banda do Casaco
- 1980 - No Jardim da Celeste, da Banda do Casaco
- 1984 - Banda do Casaco com Ti Chitas, da Banda do Casaco[24]
- 1988 - A arte e a música de Banda do Casaco[25]
- 2001 - Cantigas de Embalar[1]
- 2007 - Pérolas d’alma. Nuno Rodrigues canta Florbela Espanca[26][27]
- 2011 - Canções de Embalar de Dia[5]

## Ligações Externas
- Tema Barca de Flores dos Música Novarum (1969)
- Videoclip do tema Morgadinha dos Canibais da Banda do Casaco
- Canções de Embalar de Dia